# L'avversario (film)
L'avversario (L'Adversaire) è un film del 2002 diretto da Nicole Garcia e tratto dall'omonimo romanzo di Emmanuel Carrère.
La storia è ispirata a una tragedia realmente verificatasi il 9 gennaio 1993 nel dipartimento dell'Ain, nel Rodano-Alpi: Jean-Claude Romand, che aveva finto di essere medico per diciotto anni e che sterminò genitori, consorte e figli (i cui nomi sono stati tutti cambiati nella pellicola), nel 1996 fu prima condannato all'ergastolo, e poi rilasciato in libertà condizionale nel 2019 dopo 26 anni di reclusione.

## Trama
Jean-Marc Faure vive in Franca Contea, nei pressi del confine con la Svizzera, assieme alla moglie Christine e i piccoli Alice e Vincent. Da più di diciott'anni i genitori, i suoceri, gli amici e tutti quelli che lo conoscono hanno di lui una stima indiscussa come medico dell'OMS di Ginevra, ma la realtà è ben diversa: non è un medico e ha sempre finto di essere ciò che non è, dal secondo anno di medicina in poi, inventando una lunga sequela di bugie per quasi vent'anni.
Da allora ha mentito trascinando sé stesso e gli altri in un vortice della menzogna da cui non può ormai più uscire. Ogni mattina parte "per il lavoro", salvo poi sostare per ore in parcheggi fuori mano o affittare stanze d'albergo quando simula improvvise partenze per l'estero, o farsi vedere a Ginevra nei rari casi in cui deve concordare un appuntamento. Nei frequenti momenti di solitudine cresce in lui il tormento per una vita fittizia che comincia a condurlo, già fragile ab origine, nel baratro della pazzia.
I soldi che è riuscito a ottenere con la truffa (prevalentemente prestiti) stanno volgendo al termine e la moglie comincia ad avvicinarsi alla verità. Jean-Marc, allora, decide: un giorno di gennaio stermina la famiglia, qualche ora più tardi sopprime i propri genitori e durante la sera tenta di uccidere anche l'amante Marianne. Poi, per completare il folle disegno, dà fuoco alla casa e ingerisce barbiturici scaduti. Nello sconcerto generale vengono rinvenuti i cadaveri, mentre i pompieri portano in salvo l'uomo.

## Colonna sonora
Le musiche del film sono state scritte dal compositore statunitense Angelo Badalamenti. L'album omonimo è stato pubblicato da Milan Records nel 2002.

### Tracce
Musiche di Angelo Badalamenti.
1. Main Title Montage – 5:00
2. Fearing Exposure – 2:20
3. The Adversary – 3:36
4. House of Silence – 3:57
5. Riding in Solitude – 3:25
6. Casting Shadows – 3:16
7. Sacrificing Reality – 2:25
8. Invisible Violence – 2:01
9. Mistress Marianne – 1:56
10. Dark Humanity – 2:32
11. Double Life – 3:18
12. Sinking in a Mistery – 3:42

Durata totale: 37:28

## Riconoscimenti
- 2002 – Festival di Cannes[5]
  - Candidatura per la Palma d'oro al miglior film
- 2003 – Premio César[6]
  - Candidatura per il miglior attore a Daniel Auteuil
  - Candidatura per il miglior attore non protagonista a François Cluzet
  - Candidatura per la miglior attrice non protagonista a Emmanuelle Devos